# 古德姆门圣三一堂
古德姆门圣三一堂（Holy Trinity Church, Goodramgate, York）是英格兰约克的一个一级保护的前英国圣公会教堂，现由英格兰安立甘宗教堂保护信托基金管理。

## 历史
该堂可追溯到12世纪。东南小堂建于13世纪，而南走道和南拱廊可追溯到14世纪。
1823年重建北侧扩建。1849年增加了南部走廊。到1882年建筑的状况不佳，自此定期崇拜停止了50年之久，直到1937年修复工作完成，包括橡木椽和屋顶的修复工程。南走道墙壁上腐朽的石雕也被更新。
自1971年6月29日起该堂废弃，1972年11月7日归属教会保护信托基金英格兰安立甘宗教堂保护信托基金管理，1973年和1974年之间又进行修复。 